# 王如玄
王如玄（1961年10月2日—），臺灣律師、政治人物，生於臺北市，長年致力於性別平等工作，關注於家庭暴力、職場性別平等、職場性骚扰等議題。曾任行政院勞工委員會主任委員，現任現代婦女基金會董事。2015年11月18日，中國國民黨總統參選人朱立倫宣布王如玄為其2016年總統選舉的副總統人選，最後競選失利。

## 家庭
王如玄在臺北出生，父親是勞工。王如玄幼時，父親因在台北找不到工作，舉家搬到彰化，在一家作鳳梨罐頭、蘆筍罐頭的印製工廠工作，被封為「印鐵王」。王如玄考上臺北市立第一女子高級中學後，一人離家北上。王如玄是長女，有兩個弟弟、兩個妹妹。丈夫黃東焄是檢察官，無子女。

## 早期經歷
王如玄大學畢業那年，律師、法官考試落榜，考上金融法務高考，分發到台灣銀行桃園分行實習，但做不滿半年，覺得自己不適合這一行，堅決辭職，沒有拿到正式資格。三次法官考試全落榜，律師是第三次才上榜，而走上律師執業。

### 婦女運動
- 1991年，王如玄加入呂秀蓮創辦的「新女性聯合會」，以律師身分投入社會運動，當時她也擔任律師公會婦女人身安全問題研究強姦組召集人，關注弱勢女性權益。1993年她擔任長期被家暴婦女鄧如雯殺夫案的主辯律師，首度受到社會關注。[7]
- 由於民法親屬編內有許多男女不平等之規定，造成對女性之壓迫，1988年李元貞邀請施寄青擔任婦女新知基金會董事時，即以修訂民法親屬編為婦運目標，但缺乏經費。故王如玄建議以晚晴協會之名向亞洲基金會申請補助，得到補助後成立民法親屬編修法小組，尤美女擔任召集人，王如玄、涂秀蕊、楊芳婉、顏朝彬等人加入[8]。王如玄本人亦數度擔任民間及法務部之修法成員，推動民法親屬編之改革，並代理釋憲之聲請，如大法官釋字452號，原先舊民法第1002條規定「妻以夫之住所為住所，贅夫以妻之住所為住所。但約定夫以妻之住所為住所，或妻以贅夫之住所為住所者，從其約定。」使夫妻無法協議時，仍須以一方之意思定住所之規定宣告違憲。

- 鄧如雯案之後，王如玄與現代婦女基金會、婦女救援基金會等婦女團體繼續推動家庭暴力防治法草案。1997年擔任現代婦女基金會董事任內，率先向社會推廣家庭暴力預防手冊，家庭暴力防治法於1998年通過立法，台灣是當時亞洲第一個有家庭暴力防治法保護的國家。[9]1998-1999年期間，擔任婦女新知基金會董事長。

- 1996年一位遭雇主強暴的菲律賓女傭控告雇主，王如玄義務擔任律師，這是台灣首件外籍勞工控告雇主案 [10]；2000年林口長庚醫院護士控告醫生性騷擾案，王如玄任代理訴訟律師，此案歷經4年，被害人才獲得損害賠償，被害人後來將全數賠償捐給協助訴訟的婦女新知基金會。[11]

- 擔任行政院婦女權益促進會委員時期(1998年至2003年)，王如玄積極從制度面改善女性的地位，為喚起女性本身的自覺，婦權會於1999年推出國內首部針對女性而寫的「女人六法」，主編就是王如玄[12]；她參與並推動多年的兩性工作平等法，於2002年3月8日上路。[13]

## 勞工委員會主任委員時期

### 面對失業問題
2008年5月入閣，成為勞工委員會有史以來最年輕的主任委員。在她任內，即面臨金融海嘯勞工嚴峻的失業問題，於是推出“立即上工計劃”、“充電加值計劃”、“立即充電計劃”等計畫促進勞工就業或鼓勵企業協助員工進修。

### 《勞工保險條例》修正案
- 2008年7月完成勞工保險條例修正案，勞工保險從2009年開始，從一次給付改為年金制，這是勞工保險實施58年以來最大變革，並且根據規定，如果勞工因故而造成永久失能，將可按月領取最低4000元新臺幣的勞工保險失能年金，甚至有需要扶養的配偶及子女，還同樣可獲得眷屬補助。
- 2009年3月底，就業保險法修正案通過，從5月1日起，中高齡及身心障礙者失業者失業給付期延長為9個月，增列育嬰留職停薪津貼，以被保險人育嬰留職停薪之當月起前6個月平均投保薪資60％計算，在被保險人育嬰留職停薪期間，以按月發給津貼之方式，每一子女合計最長發給6個月。
- “勞工權益基金”也于同一天上路，協助勞工在面臨勞資爭議訴訟期時，獲得法律扶助及必要生活費用補助。擴大勞工訴訟扶助，截至2011年5月底，共准予扶助5,800多件案件，共計追回50,054萬元。

### 勞工颱風假問題
颱風假期間公務機關停止上班，勞工有沒有放假，一直是個爭議。勞委會在王如玄主委上任後，於2008年9月14日表示，臺灣颱風頻仍，勞資雙方最好在平時即透過協商，約定颱風來臨時的出勤準則，以兼顧勞工安全、企業營運與公眾利益 。勞團為爭取勞工權益，在2008年9月23日至勞委會抗議並發起聯署要求比照公務員給予颱風假。9月29日，薔蜜颱風襲台時，台中縣在便利超商打工的董姓少年在颱風夜下班騎車返家的途中被因強風所吹落的電纜線勾勒頸部而不幸死亡，因而再遭勞團抗議。2009年莫拉克風災期間，又有19名勞工因冒風雨上班而職災死亡，創下勞保職災給付新高紀錄，引發爭議。勞委會為解決颱風假勞工遭逼迫上班的問題，也為了顧及勞工生命身體的安全，於2009年6月發佈新規定：颱風發生時，勞工只要是身處縣市或上班行經路線的縣市已宣布不上班時，勞工可不出勤，不影響全勤記錄，僱主亦不可要求勞工補出勤，但是因颱風發生亦不可歸責於僱主，僱主可不付當天薪水。

### 八八臨工專案
勞工委員會在八八水災後推出「八八臨工專案」，提供災區失業者臨時工作機會，日薪800元。推出一個月，總計上工人次達22萬人次，幫助上萬災民上工。88臨工9月16日結束，期間實際只有22天。

### 年關臨工專案
2010年2月1日，為了讓失業的中高齡者度過年關，勞委會推出「年關臨工專案」，給失業者10天工作、最高薪資8000元。遊民行動聯盟認為，政府推出的「年關臨工專案」設下「勞保年資」的門檻限制，使得許多靠臨時工過活的中、高齡失業族群無法受惠。遊民行動聯盟批評勞委會帶著炒短線的心態處理失業問題，在80萬的失業人口中，僅提供7000個補助名額，營造政府照顧艱苦人的公關形象，要求政府面對非典型勞動工作型態下，就業不穩定，薪資低的事實，提出長遠的政策救失業。2月1日王如玄前往三重市訪視臨工上工，臨工要求「政府不要只推臨時短期工作，要面對問題」、「舉辦中高齡勞工就業博覽會」、「不要向中國傾斜，害勞工沒工作」。王如玄除向勞工表示，就業與景氣回溫還有半年落差，目前是「黎明前的黑暗」，也承諾如春節過後中高齡勞工仍有就業需求，勞委會目前推出的「黎明專案」公部門工作，以及獎助雇主僱用獎勵措施等方案，名額都可增加。

### 《工會法》修正案
- 2010年6月完成《工會法》修正案，是工會法從民國18年制訂以來最大規模的修訂，教師也可組織產業工會但不得罷課，企業勞工依法應加入該公司的企業工會、但不對違規者處罰，外籍勞工也可擔任工會幹部。2008年通過團體協約法、2009年通過勞資爭議處理法，但因勞動三法內容相互關連，所以一直無法實施。2010年6月工會法完成修訂，「勞動三法」最後一塊拼圖完成，勞動三法於2011年5月啟動。[28]
- 2011年5月1日勞動三法正式上路，勞方對資方原本像小蝦米難戰大鯨魚，勞動三法立基在集眾力的概念，勞工可自主加入工會，透過團體協約的誠信協商機制，當勞資雙方發生爭議，小螞蟻也能搬大象。[29]。但華隆工會抗議數月並沒有搬動大象，王如玄表示其無法解決。[30]

### 基本工資調漲案
- 2010年9月13日，勞工委員會召開基本工資審議委員會，三年未調的基本工資調漲案，經基本工資審議委員會決議，基本工資上調600元，從原本月薪1萬7,280元調高到1萬7,880元，漲幅3.47%；最低時薪則從95元提高到98元；並確定未來年年審議基本工資的原則。王如玄重申外勞薪資若與基本工資脫鉤，她會下台以示負責，理由是外勞薪資若與基本工資脫鉤，不符人權原則，一旦雇主有俗擱大碗的外勞可用，更不利本勞工作權。[31]。
- 2011年7月21日，勞工委員會再度召開基本工資審議委員會，王如玄於會後記者會宣布委員會的共識決，基本工資從1萬7,880元調漲至1萬8780元，漲幅5.03%；時薪從98元調高到103元。[32]。
- 2012年9月25日，行政院院會做出決議，基本工資時薪部份接受勞工委員會方案調漲，月薪部份凍結調漲，送行政院長陳沖決定。9月26日，陳沖宣布，時薪部份調漲，月薪調漲部份凍結，將視GDP成長率與失業率情況再實施。導致王如玄因基本工資月薪停漲而請辭，儘管總統馬英九與行政院長陳冲慰留，但王如玄二度遞出辭呈，捍衛捍衛調漲基本工資請辭之決心不變[33]。9月28日辭職獲准。王如玄聲明，她追求基本工資調升、外勞基本工資不能脫勾的立場始終不改變。因為無法使本地勞工與外籍勞工薪資脫鉤，損害一些仲介業者的既得利益，所以只好被迫辭職，對外宣稱自行決定辭職。

## 勞工委員會主委任內爭議

### 無薪假基本工資政策
2008年無薪假問題惡化，十五萬員工休無薪假。2008年12月12日，勞委會將「無薪假期間月薪可低於基本工資」法制化，正式宣布勞工月薪可低於基本工資17280元，遭外界砲轟，立委楊麗環質疑，雇主要求實施無薪假，勞工可能月薪領不到一萬元，等於變相逼勞工自動離職。對此，王如玄回應，「勞工若每月薪資不及基本工資，可向內政部申請低收入戶生活補助，每月可以有一萬一千元」，楊麗環則直言，讓國庫來為企業的無薪假墊錢，「妳的思考有沒有問題，主委？」王如玄宣稱，無薪假可依比例減薪，不受最低工資限制，是2001年民進黨執政時就做的解釋，在陳菊擔任勞委會主委時即已實施，並非是新政策。陳菊駁斥王如玄的說法，陳菊解釋：勞資雙方可約定停工，不受基本工資之限制，是民國83年勞委會「台（八三）勞動二字第35290號」函釋中的解釋，當時是國民黨執政，勞委會主委為趙守博。陳菊說她擔任勞委會主委期間，曾引用這一函釋，但是在「限縮」適用範圍，認為就算依這項解釋，合意停工「月薪」可低於基本工資的規定，但「日薪」及「時薪」仍不得低於基工本資。四天後王如玄宣布政策大轉彎，不管休幾天無薪假，都可領到基本工資。企業認為太不合理，勞團也痛批王為保官位而見風轉舵，政策四天內大逆轉。王如玄回應：「這不是對錯問題，是選擇價值判斷。」。

### 家事服務法
2009年12月外勞大遊行時，勞工委員會承諾出將在2010年初送出《家事服務法》，3個月後跳票。2010年3月5日上百位越南、印尼、菲律賓移工，來到行政院前抗議，再一次要求政府落實推動家事外勞可以喘息休假的《家事服務法》。台灣國際勞工協會顧玉玲批評，王如玄上台之後，先是說要修《勞基法》，之後又說修《勞基法》不可行，轉而支持訂《家事服務法》，勞委會的態度反反覆覆，讓移工團體覺得很失望。2011年勞委會拿出《家事勞工保障法》草案，因移工團體強力反對，遭行政院退回重議。勞工委員會在2012年第三度把《家事服務法》送進立法院，希望能通過以改善現況。

### 22K政策
2010年4月王如玄接受《天下雜誌》專訪，王對教育部主辦之22K方案發表看法，針對外界批評22K方案拉低了整體起薪，王如玄表示「有還嫌二萬二少？要是沒有這個方案，這些人是一毛都沒有的」，此言論讓專家與勞團感到錯愕，認為不恰當且欠缺同理心。王如玄事後解釋，大學生畢業後在工作都沒有的情況下，是應「先求有再求好」，對照當時一般勞工失業補助，甚至是中高齡身心障礙者的補貼，也才基本工資1萬7280元，大學生實習補助是從無到有2萬2已經是非常高了，她是擔心沒有經驗的大學生，畢業又碰到金融海嘯，很難找到工作，毫無收入對生活造成衝擊，自信心喪失，才會如此說。

### 華隆自救會抗爭事件
2012年8月29日華隆自救會抗爭事件議持續延燒，華隆工會罷工80多天、且被斷水斷電，工會盼王如玄出面；王如玄受訪回應：「他們期望我出來之後，馬上就跟仙女一樣，事情就解決了！那這個其實沒有那麼神啦！」當時聲援勞工的陳為廷等人，後來還用清水在空地寫下「仙女下凡」來嘲諷王。9月1日，華隆罷工勞工動員數十輛轎車、近百人欲找下午參觀苗栗縣銅鑼苗栗客家文化園區的總統馬英九陳情，王如玄欲拿取工會葉紫慶的陳情書被遭拒。華隆罷工88天首度見到勞委會主委。馬英九總統表示會轉交王如玄主委處理，而王如玄回應說，「由於事涉個人財產，勞委會無法做出於法無據的承諾。但她答應一定會打電話給苗栗縣長劉政鴻、副議長陳明朝，傳達工人訴求。」

### 關廠工人訴訟
- 2012年8月，東菱電子、聯福紡織、興利紙業等工廠陸續在十幾年前倒閉，上千名領無資遣費與退休金的勞工，發動關廠抗爭，並組成全國關廠工人連線，對政府發動大規模激烈抗爭。當年所有工人都以為勞委會動用「代位求償」手段，政府先拿出10億元代墊資遣費給工人，再由政府向資方求償，工人們就能平安度日。然監察院發出糾正文，要求勞委會連同利息、違約金在內，一併向當年所有工人追繳所貸金額。在2012年5、6月起，許多當年關廠工人卻陸續收到法院「支付命令」，要求他們償還積欠「貸款」金額。

- 2012年10月，勞工委員會在2013年度預算中，從「就業安定基金」中提撥2,056萬，雇用80多人的律師團，向600多個勞工及其保人共1500多人提告，追討勞工委員會以政府貸款代位求償的3%的利息加本金。2012年10月31日上午，王如玄赴立法院進行預算答詢，全國關廠工人連線前往抗議，認為政府應向資方討這筆預算，怎麼會向勞工提告。全臺灣關廠工人連線率數十名工人，31日在立院門外跪拜陳情抗議，並拖棺繞行立法院抗議。 [47][48]

- 2014年3月，法院宣判勞動部敗訴，500多名工人及同案12名不必還款。王如玄針對政府對關廠工人興訟表示「尊重法院判決，當年依法行政，若追訴時效一過而未提告，同仁將面臨瀆職問題」[49]。2015年11月，王如玄再次表示，關廠工之借貸訴訟，依察院糾正文是要勞委會追繳工人所貸金額，且前主委陳菊之追訴案法院已判勝訴，但如過15年追溯期未再訴，將由國庫全民買單，公務員會有瀆職不上訴之嫌，同仁不敢，她也不可要求同仁撤告，故依法行政而提訴，可藉由法院判定來壓迫行政機關免追債，後經法院再審判借款免還，時任行政院長江宜樺要求勞動部不再上訴而結案[50]。

## 卸任後

### 替黃世銘洩密案辯護
2013年馬王政爭，王如玄公開力挺因洩密案被起訴的檢察總長黃世銘，擔任黃世銘洩密案義務律師。外界質疑背後馬總統欽點，2013年11月29日王如玄解釋說:「之所以站出來，是因痛恨有權有勢的人關說走後門。」王如玄表示黃世銘打老虎卻遍體鱗傷，她看了很不忍，因此義務幫黃打官司。

### 台北市婦女新知協會
2014年擔任台北市婦女新知協會理事長，但任期尚未屆滿即下台，重選理事長。

### 呂秀蓮市政顧問團
2014年3月4日，民進黨籍台北市長參選人呂秀蓮舉辦「市政顧問團」成立記者會，並公布首波市政顧問團名單，王如玄名列其中，但沒有到場；對此，呂秀蓮盛讚王如玄是優秀的女權律師，也是她的好朋友。

### 國民黨黨產小組召集人
2015年朱立倫擔任國民黨主席後，欽點王如玄為國民黨黨產小組召集人。2015年11月20日，王如玄接受《風傳媒》專訪表示，國民黨黨產其實比她想像中的還要少很多，大約僅200多億元而已。王如玄説，目前黨產就只有200多億元，但一年人事費就花費14億，若再加上目前的黨務規畫等，「你覺得還有剩嗎？」而其餘被視為黨產的，大約就只剩下各地方黨部，但這些黨部也只是空房子，不可能拿去做不當的競爭或選舉。

### 副總統候選人
2015年11月18日，朱立倫宣布王如玄為其2016年總統大選的副總統人選，稱「朱玄配」。2015年11月25日，完成登記參選，然而評價普遍不佳。

## 總統大選爭議事件

### 22K方案
王如玄被選為朱立倫的副手搭檔後，因曾接受《天下雜誌》專訪，對教育部主辦之22K方案發表看法，說出「有還嫌二萬二少，要是沒有這個方案，這些人是一毛都沒有？」的發言被鄉民封為 「22K主委」、「22K之母」。2015日11月19日，王如玄接受專訪時說這些評論和事實不符，「22K方案」是教育部的方案，不是勞動部，她變22K之母就真的承擔不起了，她覺得素人從政講話不能太直，也不否認22K方案可能被某些企業濫用，但整個方案的本意就是暫時性處理。

### 買賣眷村改建宅爭議

#### 揭疑與監察院調查
2009年2月《財訊》雜誌以「 王如玄是軍宅投資高手 勞委會主委大發眷村改建財」為題，介紹王如玄投資軍宅獲利。2012年5月《新新聞》也報導「王如玄專攻軍宅高差價 致富高手」，暗諷王如玄買賣軍宅以若干操作方式獲利。
王如玄買賣軍宅議題在其宣布參選副總統後再度發酵，2015年11月民進黨立委段宜康接連披露說，王購軍宅避開承購戶5年不得轉賣禁令，以申報債權規避房產權登記，指出王夫黃東焄未申報一筆貸款遭監察院處18萬元罰鍰，質疑王以她媽媽當人頭購宅，簽約買賣與完工時間兜不攏？夫妻倆沒確實申報財產等疑點。而前監委錢林慧君雖對王如玄投資軍宅調查報告是「沒有『明顯』道德瑕疵，無圖利難課以違失之責」，但她當初曾告知王如玄「購買眷戶對妳的社會觀感不佳，有道德瑕疵！」，並糾正國防部一再默認承購人以預定買賣方式規避5年不得處分之禁止規定情事。國防部長高廣圻表示不評論王如玄的個人行為，軍方表示眷戶私下預約買賣是私權行為，並表示國防部已在2013年12月修改眷改契約，若眷戶於五年內有預約買賣行為，視同違約，取消該眷戶所有權。對於監察院調查，段宜康認為監察院只查了1,080萬軍宅，卻沒有去查王如玄另外至少3間軍宅。

#### 王如玄及國民黨回應
2015年11月19日，王如玄表示有買過ㄧ戶，以她的名義簽約的，是妹妹王如慧擁有，強調監察院調查報告已指出沒有明顯道德瑕疵，同日，王改口說，除了妹妹的，她自己也買，而且就她自己住，還強調監察委員錢林慧君是台聯黨籍。11月20日，王如玄表示有經手過3戶，1戶是買給媽媽住，1戶是妹妹買的，另外1戶是自有，並非外界指控的4戶軍宅。話題延燒6天後又王又改變說法，表示還曾有2戶大鵬華城，總共變成5戶。11月25日，國民黨發新聞稿說王如玄於1990年代以買賣軍宅做為投資理財，1997年買大鵬華城軍宅2戶出售獲利740萬，2004年以母親名義購健華新城1戶，後過戶給先生黃東焄名下，目前出租。2008年由她和媽媽合資，產權登記在媽媽名下有台北市西藏路的復華新村眷宅一戶。2015年11月25日向中央選舉委員會登記時的財產申報顯示，王如玄夫婦有4筆土地、7筆建物、17筆保險、存款2,859萬元。不動產有：2003年購買台北市中正區南海路裕民大樓150坪辦公室、2012年登記改建眷村健華新城一戶，2015年購入宜蘭礁溪一戶房產。另有一筆760萬的債權，是借貸給母親購買西藏路眷村改建宅，一筆借貸給香港大通國際公司的10萬元美金債權。11月26日王接受華視專訪表示，從2008年擔任公職以來，她與母親、妹妹3人名下各有1戶眷村改建宅，至今尚無出售；至於擔任公職之前，購買房地產是合法理財方式，都依法申報財產;但對於外界質疑她還曾買賣「世貿新城」軍宅，王如玄5度迴避問題，強調都是合法交易，表示不會隨之起舞、一一去回應這些事情。11月29日王表示如果社會大眾對這樣的財產處理方式有異見，她予以尊重。對於段宜康12月2日召開記者會，公開彙整過的財產申報資料，來質疑她曾經手過19戶軍宅，王如玄表示忍無可忍，於是在當天下午至地檢署按鈴控告段宜康加重誹謗，希望透過司法捍衛自己的清白，並表示19戶絕非事實，隨後王如玄發言人李正皓表示數字絕對是少於段宜康說的19戶。李正皓隔日表示，內部幕僚ㄧ直知道有幾戶，但受到指示不能講。12月4日，王如玄重申她和她丈夫名下的只有ㄧ戶軍宅，王如玄重申，自己和先生名下只有1間房，不是外傳的19間。12月8日，王如玄召開記者會表示她一共買賣過12戶軍宅，賣出9戶，目前丈夫名下有1戶，妹妹有1戶，媽媽名下有戶1，合計共3戶。王表示願意將其中7戶的獲利1,380萬元捐出。

#### 提告與偵結
段宜康向台北國稅局舉報王如玄買賣軍宅涉及逃漏稅，及12月3日民進黨立委參選人陳文彬，與徐佳青及律師，前往地檢署告發王如玄涉嫌偽造文書、詐欺。而王如玄對段宜康依其財報資料來質疑她曾經手過19戶，也於12月2日按鈴控告加重誹謗，希望透過司法捍衛自己的清白。案經台北地檢署於2016年1月29日簽結王、段二人不起訴，調查報告指出王如玄買賣12戶軍宅，法律只規定在閉鎖期5年內不能移轉所有權，並未規定債權買賣，且王如玄並未用人頭購買軍宅，認定她買賣軍宅過程合法予以簽結；而段宜康曾向台灣高等法院檢察署、監察院調閱黃東焄的財產申報資料，並根據財訊、新新聞等媒體報導王如玄買賣軍宅內容，段有經過合理查證，因此也將他不起訴。
| 經手過的軍宅 |                         |              |                   |            |       | |
| 購入日期     | 賣出日期 /持有人        | 地點         | 標的              | 買入       | 獲利  | 經過 |
| 1995年       | 1996年                  | 臺北市中正區 | 仁愛新城          | 330萬      | 66萬  | 1998年2月完工。完工前3年購入權利，完工前2年賣出。 |
| 1995年       | 2000年                  | 臺北市中正區 | 仁愛新城          | 640萬      | 631萬 | 完工前3年買下位處一樓近55坪的邊間權利，持有5年左右，2000年中賣給一位黃姓買家。 |
| 1997年       | 2003年12月              | 臺北市信義區 | 世貿新城 （六樓） | 1,330萬    | 70萬  | 1997年以購買權利方式取得一戶並以3萬5千月租出租，到2003年賣出，但在王夫黃東焄的財產申報中未見登記。 |
| 1997年       | 2000年                  | 新店         | 大鵬新城          | 210萬      | 60萬  | 1997年買入權利、1998年完工、2000年賣出。 |
| 1998年       | 2007年                  | 新店         | 大鵬新城 兩戶     | 1,060萬    | 740萬 | 1998年、1999年各買一戶，為相鄰的兩戶，打通後於2007年以1,800萬元賣出。自住6年出租3年。 |
| 1999年       | 2000年                  | 新店         | 大鵬新城          | 120萬      | 40萬  | 閉鎖期買入權利、賣出。 |
| 2002年       | 2002年                  | 臺北市中正區 | 健軍新城          | 830萬      | 150萬 | 2002年買入、賣出。 |
| 2003年       | 2003年                  | 臺北市松山區 | 敦化新城          | 450萬      | 363萬 | 2003年買入、賣出。 |
| 2004年       | 母親名義取得 移轉給丈夫 | 板橋         | 健華新城 （四樓） |            | 出租  | 2004年底王如玄用媽媽的名義購買健華新城一戶，和眷改配售人池惠民簽訂預定買賣契約書，眷宅於2005年完工，丈夫黃東焄2005年財產申報債權為池惠民的購屋投資，池惠民於2006年7月19日登記產權，2012年6月15日再過戶到王如玄的丈夫黃東焄名下。  |
| 2005年       | 交易未完成              | 臺北市松山區 | 健安新城          | 75萬 訂金  |       | 2004年，周ＯＯ賣健安新城的債權給謝惠珍，王如玄為見證人。2005年，王如玄付了75萬訂金向謝惠珍購買，後來有其他買主出價更高，未完成交易。2011年，謝和朱有一起官司，王如玄被當作證人傳喚。                                              |
| 2005年       | 交易未完成              | 臺北市松山區 | 健安新城          | 100萬 訂金 |       | 付了100萬元訂金購買一戶健安新城，但未完成交易。 |
| 2008年9月8日 | 共同出資 母親持有       | 臺北市萬華區 | 復華新村          |            | 出租  | 2008年在西藏路眷村改建購買復華新村一戶，2012年交屋，王如玄稱她和母親共同出資，於財產申報載明債權是借貸給媽媽王洪絹代760萬元的買房預付款，房屋登記為王母。                                                                         |
| 2009年3月8日 | 王如玄名義簽約 妹妹持有 | 板橋         | 健華新城 （六樓） | 1,080萬    | 自住  | 2009年3月王如玄以自己名義和眷改配售人莫中令簽訂預定買賣契約書，莫中令將產權信託登記，王如玄並於同年向遠東國際商銀貸款840萬元，但王夫黃東焄未申報此貸款，遭監察院以財產申報不實處18萬元罰鍰。此屋於2012年7月登記在妹妹王如慧名下。 |

### 職務官舍爭議
2015年11月19日王如玄受訪時表示除了幫妹妹買建華新城軍宅，她本人也買，而且就自己住，但媒體證實王未住軍宅，而是與丈夫黃東焄住在高檢署的職務宿舍。段宜康指出，王夫黃東焄幾次來回任職於高檢署與法務部，因不想頻換搬離原高檢署宿舍，由法務部幫黃東焄專簽，將其所入住的宿舍的產權跟著黃東焄職務來變動，法務部長陳明堂表示雖未走一般流程，但合法。朱玄競選辦公室發言人徐巧芯回應，王與夫同住法務部宿舍，是依政府規定合法住法務部宿舍。王如玄對月租700元的官舍喊冤，強調她先生的宿舍每月管理費、水電費4千元，加上入十年前花6、70萬整修，平均1個月要花1萬元。王如玄說會以高道德標準要求自己，並在11月30日搬離法務部宿舍。針對先生之官舍爭議，王如玄拜訪全國總工會時表示：「進來後就發生祖宗十八代、所有事被全請出來、連宿舍也不能住」，「選副總統選到沒房子可住、選到可能要流落街頭」。她表示對自己的要求，以前都是用法律來判斷，但現在要選副總統，必須受到更高的道德標準檢驗。
國民黨台灣副總統參選人王如玄12月8日召開記者會說明購買軍宅的細節。為什麼王如玄要為她的投資出面道歉？「軍宅」是什麼類型的房地產？
王如玄在記者會上坦承買賣過12戶眷村改建住宅（又稱軍宅），在1995年至2005年間投資七戶，獲利1,380萬台幣（約42萬美元），目前自己名下只有「建華新城」一戶。她在記者會上多次強調自己是律師出身，買賣過程並無涉及不法。
但是她又說：「我仔細地去查了這些案子背後的政策目的，在道德上面，我想我讓一些人失望了。」
台灣財政部長張盛和周三（9日）接受媒體採訪時表示，有立法委員具名檢舉王如玄買賣軍宅涉及逃漏稅，國稅局已經立案調查，目前不能公開調查內容。
國民黨立法院黨團也在周三舉行記者會，肯定王如玄開記者會說明清楚，並希望所有爭議告一段落。前立委邱毅表示，如果民進黨這麼關心軍宅與榮民權益，就應該回歸到政策面檢視。

### 買賣山坡地爭議
2015年11月24日，國民黨立委羅淑蕾爆料王如玄曾經在苗栗南庄買山坡地，因發生了蘇嘉全的農舍爭議，最後逼迫原地主「加價」買回，將整地費用、利息等全都要加進去，因為王如玄是律師和政府官員，農民只好認賠買回。羅淑蕾表示是地主很嘔才告訴她，王如玄還傳簡訊給羅淑蕾阻止她爆料。朱營辦公室發言人徐巧芯指出，王如玄好友施寄青告訴她有這塊地，她幫忙公公買下等退休後可以住在那邊，買下地之後花了一筆錢進行水土保持，但後來卻發現地主在上游有濫墾濫伐，影響安全，才以買進價格加上地水土保持的花費回售給原地主，沒有所謂加價或是獲利的狀況。2015年11月26日，蕭姓地主妻子現身說明，她表示購地原價不太記得了，好像是三百多萬元，買回價錢是賣出款加上整地費用，價錢忘了，但並非友人爆料者說三倍這麼多。地主妻子表示，王如玄計畫作為退休後住所，但後來因王的公公有醫療需求，住當地較不方便，加上擔任勞委會主委過於忙碌，無暇處理整地後續事宜，所以打消在當地購地建屋的念頭。至於王如玄指地主在上游有濫墾濫伐、傾倒廢棄物，問題，蕭姓地主解釋，其實是產業道路於風雨過後的崩落土石及樹枝傾入他的土地，也有一些破磚塊被掃落至下游土地，並不是違規開發或濫倒廢棄物。2015年12月2日，《壹周刊》報導整地費用事實上是由農委會買單。蕭姓地主將鄰近一筆土地送給苗栗某重量級民代，要該名民代替他爭取預算，幫整片山坡地進行水土保持及興建駁坎。該民代向農委會爭取400萬元預算進行水土保持，但王並不清楚整個整地過程，後來卻以「整地費用」為由，要求地主加價買回土地，讓地主非常不滿。

## 軼聞
2016年總統選舉，王如玄被朱立倫選為副手，她的中國人民大學法學博士，隨即引起中國大陸地區網民的注意及興趣 。副總統參選人擁有中國大陸地區的博士學歷，創下中華民國總統大選以來的首例。王如玄表示此學歷未送教育部認證，她學歷欄僅會登記碩士學位，故未於登記參選時送博士學位證件，所以國民黨正副總統參選人官方網站中也沒有登載王如玄「中國人民大學法學博士」學歷。

## 著作
個人著作
1. 1988年，《離婚後子女監護權之歸屬》，王如玄
2. 1997年，《女性法律交流道》，王如玄案例解析，民生報
3. 2000年，《女人知法100問》，王如玄
4. 2003年，《兩岸三地婚姻法律面面觀》，王如玄
5. 2005年，《夫妻財產之清算與分割》，王如玄

合編著作
1. 1997年，《婚姻生活的法律智慧：民法親屬編》，王如玄、翟敬宜，新自然主義
2. 1999年，《不怕──做自己的貼身保鏢》，王如玄、王蘋、倪家珍，平安文化
3. 1999年，《愛的通行證：兩岸婚姻的第一本法律書》，吳美紅、蔡惠子、王如玄，新自然主義
4. 1999年，《親夫妻明算帳》，王如玄、翟敬宜，平安文化
5. 1999年，《女人六法》，王如玄合著
6. 2000年，《婚姻的法律顧問：愛情與家庭的忠實守護者》，王如玄、翟敬宜，新自然主義
7. 2000年，《住戶權益手冊：公寓大廈管理條例實用版》，王如玄/策劃、周慧貞、鄭建國、楊靖儀，新自然主義
8. 2001年，《非訴訟事件法》，王如玄、謝幸伶、李文健、王琪，書泉
9. 2002年，《平等工作好夥伴》，王如玄主編，婦權會
10. 2005年，《兩岸婚姻通行證》，吳美紅、蔡惠子、王如玄，新自然主義
11. 2006年，《性騒擾防治工作手冊(雇主篇)》，王如玄合著
12. 2006年，《台北市性騒擾防治宣導手冊》，王如玄合著
13. 2008年，《離婚自保三部曲》，王如玄、莊喬汝、李晏榕，書泉
14. 2008年，《完全離婚手冊：Step-by-Step離婚圖解工具書》，修淑芬/著、王如玄/審定，八方